# Antonio Leccese
Antonio Leccese detto Er Biondo (Sessa Aurunca, 24 dicembre 1955 – Roma, 3 febbraio 1981) è stato un mafioso italiano, ed esponente dell'organizzazione mafiosa romana Banda della Magliana.

## Biografia
Ex pregiudicato e confinato come sorvegliato speciale in Toscana e Basilicata, sin da giovane Leccese è un frequentatore dell'ambiente malavitoso  attivo principalmente nella zona di Ostia. Sposato con Anna Paola Selis, sorella del boss Nicolino Selis,  nel 1977 venne introdotto da quest'ultimo nel nucleo della nascente banda della Magliana, adoperandosi soprattutto come uomo di fiducia e guardaspalle dello stesso boss. Venne poi utilizzato dalla banda anche per il controllo del traffico di droga nella zona di Ostia.
Venne ucciso, il 3 febbraio 1981, mentre sale sulla sua macchina parcheggiata sotto casa, su decisione della stessa banda della Magliana: il gruppo di fuoco fu composto da Enrico De Pedis, Raffaele Pernasetti, Marcello Colafigli e Antonio Mancini.  La sua morte, avvenuta poco dopo l'esecuzione di Selis, venne decisa in quanto unico testimone ad aver visto l'ultima volta Selis allontanarsi con alcuni componenti della banda che, con il pretesto di una riappacificazione, aveva pianificato di uccidere il boss sardo.

## Ricciolodoro
La figura di Leccese ha ispirato il personaggio di Ricciolodoro nel libro Romanzo criminale, scritto nel 2002 da Giancarlo De Cataldo e riferito alle vicende realmente avvenute della Banda della Magliana.